# 21 (албум)
21 је други по реду албум енглеске поп-соул певачице Адел издат 21. јануара 2011. у Уједињеном Краљевству и већем делу Европе, а 22. фебруара 2011. у Северној Америци. Назив албума представља њене године у којима је писала песме.Продат је у преко 27,000,000 примерака широм света и тиме постао један од најпродаванијих албума свих времена.

## Позадина
Песме на албуму описане су као класични и савремени звуци кантри музике. На промене у звуку, за разлику од њеног првог албума, утицао је возач аутобуса који је пуштао само кантри музику када је била на турнеји по америчком југу. За Спин магазин је изјавила да јој је било је заиста узбудљиво да ради са таквом врстом музике, јер није одрасла уз њу.

## Комерцијални успех
Албум 21 постао је број један у 18 земаља, укључујући Сједињене Државе. Од јуна 2011, Аделе је продала 2,5 милиона примерака и 992.000 дигиталних копија албума 21 у Сједињеним Државама, што је најпродаванији албум у обе категорије у првој половини 2011. године. Први сингл, Rolling in the Deep достигао је број 1 у 8 земаља, укључујући и листу Билборд хот 100. Дана 21. августа 2011, песма је продана у 4,825 милиона дигиталних копија у САД, што је највише проданих дигиталних копија једне песме икада продане у једној години у САД.
У Уједињеном Краљевству, где је албум такође достигао прво место, продато је 208.000 примерака у првој недељи што је најпродаванији албум издат у јануару у последњих пет година. Средином фебруара 2011, након наступа на Брит наградама, њена песма Someone Like You достигла је број један на топ-листама у Уједињеном Краљевству, док је албум такође достигао прво место, које је држао четири узастопне недеље. Званична компанија за топ-листе објавила је да је Адел први живи уметник чија су се два сингла, као и њена два албума нашла међу првих пет у једној недељи истовремено, а то, до тада, нико није постигао осим Битлса 1964. године. Такође, први пут да су два албума од једног музичара држала прва два места на топ-листама у Уједињеном Краљевству, још од Корса, фолк-рок музичке групе из Ирске 1999. године. Албум је провео 11 узастопних недеља на првом месту, пре него што га је албум Wasting Light групе Фу Фајтерс скинуо са броја један. Следеће недеље, албум се вратио на прво место, те ту позицију држао још пет недеља у низу. У јулу, њен сингл Someone Like You, поставио је још један рекорд, поставши прва песма која је продата у више од милион примерака у Уједињеном Краљевству у овој деценији. У септембру, албум је продат у преко 3 милиона примерака, а Адел је постала први уметник у музичкој историји Уједињеног Краљевства који је успео да прода 3 милиона копија албума у једној каландарској години. Someone Like You је постао њен други узастопни број један сингл на листи Хот 100, што је Адел учинило да постане једина британска певачица са два узастопна број један сингла са истог албума. Такође, песма је ушла у историју са највећим скоком на број 1 у 53-годишњој историји графикона. Песма је постала прва балада на врху Билборд хот 100 листе чија се композиција састојала само од гласа и клавира. Како би промовисала нови албум, Адел је кренула на турнеју названу Adele Live, која је била распродата у Северној Америци.

## Списак песама
| #  | Песма | Текст                              | Продуцент               | Трајање |
| -- | ----- | ---------------------------------- | ----------------------- | ------- |
| 1  |       | Адел Адкинс                        | Пол Епворт              | 3:48    |
| 2  |       | Адел Адкинс, Рајан Тедер           | Рајан Тедер             | 3:43    |
| 3  |       | Адел Адкинс, Рајан Тедер           | Џим Абис                | 4:10    |
| 4  |       | Адел Адкинс, Ден Вилсон            | Рик Рабин               | 4:03    |
| 5  |       | Адел Адкинс, Фрејзер Т. Смит       | Фрејзер Смит            | 4:02    |
| 6  |       | Адел Адкинс, Пол Епворт            | Рик Рабин               | 4:38    |
| 7  |       | Адел Адкинс, Ег Вајт               | Џим Абис                | 3:48    |
| 8  |       | Адел Адкинс, Пол Епворт            | Пол Епворт              | 4:01    |
| 9  |       | Адел Адкинс, Ден Вилсон, Грег Велс | Рик Рабин               | 5:48    |
| 10 |       | Адел Адкинс, Роберт Смит           | Рик Рабин               | 5:16    |
| 11 |       | Адел Адкинс, Ден Вилсон            | Ден Вилсон, Адел Адкинс | 4:45    |

## Топ листе, Сертификације
| Држава               | Највиша позиција | Сертификација  |
| -------------------- | ---------------- | -------------- |
| Аргентина            | 1                | 2x Платинаст   |
| Аустралија           | 1                | 14x Платинаст  |
| Аустрија             | 1                | Платинаст      |
| Белгија              | 1                | 6x Платинаст   |
| Бразил               | 1                | Дијамантски    |
| Канада               | 1                | Дијамантски    |
| Чиле                 | 1                | 2x Платинаст   |
| Данска               | 1                | 5x Платинаст   |
| Финска               | 1                | 2x Платинаст   |
| Француска            | 1                | 3x Дијамантски |
| Немачка              | 1                | 7x Платинаст   |
| Грчка                | 1                | Платинаст      |
| Мађарска             | 1                | Златан         |
| Ирска                | 1                | 18x Платинаст  |
| Италија              | 1                | 6x Платинаст   |
| Јапан                | 4                | Златан         |
| Мексико              | 1                | 4x Платинаст   |
| Холандија            | 1                | 9x Платинаст   |
| Нови Зеланд          | 1                | 11x Платинаст  |
| Пољска               | 1                | 2x Дијамантски |
| Португал             | 3                | 2x Платинаст   |
| Русија               | 2                | Платинаст      |
| Шпанија              | 2                | 5x Платинаст   |
| Шведска              | 1                | 3x Платинаст   |
| Швајцарска           | 1                | 2x Платинаст   |
| Уједињено Краљевство | 1                | 16x Платинаст  |
| САД                  | 1                | Дијамантски    |